# Allan Maher
Allan Maher (né le 21 juillet 1950) est un joueur de football international australien qui évoluait au poste de gardien de but.

## Biographie

### Carrière en sélection
Avec l'équipe d'Australie, il joue 21 matchs entre 1976 et 1981. 
Il figure dans le groupe des sélectionnés lors de la Coupe du monde de 1974. Lors du mondial organisé en Allemagne, il ne joue aucun match. Il dispute toutefois 8 matchs comptant pour les Tours préliminaires du mondial 1978 et 4 matchs comptant pour les Tours préliminaires du mondial 1982.

## Palmarès
Marconi Stallions
- Championnat d'Australie (1) :
  - Champion : 1979.

- Coupe d'Australie (1) :
  - Vainqueur : 1980.